# Aiguille de Péclet
Aiguille de Péclet je vrchol o nadmořské výšce 3561 m v alpském masivu Vanoise v departementu Savojsku v regionu Auvergne-Rhône-Alpes ve Francii.

## Poloha
Aiguille de Péclet je 3561 m vysoký vrchol nalézající se na hranici údolí Belleville a obce Saint-Martin-de-Belleville, nad středisky Val Thorens, Méribel a Modane v údolí Maurienne. Nachází se na hranici národního parku Vanoise. Tuto horu obklopují tři ledovce: ledovec Gébroulaz – směřující na sever, ledovec Chavière v národním parku Vanoise a ledovec Péclet v okrajové zóně parku Vanoise.

## Přístup
Vrchol Aiguille de Péclet je přístupný z Pralognan-la-Vanoise přes chatu Refuge Péclet-Polset a ledovec Gébroulaz, z Méribelu přes chatu Refuge du Saut nebo z Val Thorens.